# 下中股
下中股，是新北市金山區的一個地名，也是全區行政中心所在地，位於該區東南部，範圍大致包括磺港里、豐漁里、大同里、和平里、金美里、美田里、五湖里。

## 歷史
台灣清治末期至日治前期，下中股地區為一街庄，稱為「下中股庄」，隸屬於金包里堡。該庄東北臨海，東南與下萬里加投庄為鄰，西南邊為頂中股庄，西北邊為頂角庄、中角庄。
1901年（日治明治三十四年）11月，該庄隸屬於基隆廳，編入第四區。1905年（明治三十八年）7月，第四區、第五區合併為「金包里區」。1920年（大正九年），該庄改制為「下中股」大字，隸屬於臺北州基隆郡金山庄，大字下有「南勢湖」、「焿子坪」、「坑子內」、「南勢」、「田心子」、「月眉」、「龜子山」、「水尾」、「磺港」、「金包里」、「社寮」、「崙子頂」小字名。
戰後金山庄改制為金山鄉，隸屬於臺北縣，大字亦改制為村。2010年12月，臺北縣升格為新北市，金山改制為金山區，村亦改制為里。

## 交通
省道台2線經過下中股地區中部偏東，往東南可前往萬里、基隆等地，往北可前往三芝、淡水等地。省道台2甲線起點在本地區境內，往西轉西南可前往陽明山、士林、台北市區等地。

## 學校
- 金山高中
- 金山國小
- 金美國小

## 景點
- 燭臺雙嶼

## 廟宇
- 金包里慈護宮（媽祖廟）